# Chersotis hellenica
Chersotis hellenica là một loài bướm đêm trong họ Noctuidae.